# Martina Maixnerová
Martina Maixnerová (* 20. září 1947) je česká klavíristka. Se svým manželem houslistou Pavlem Prantlem emigrovala v roce 1980 do zahraničí a díky tomu je v České republice téměř neznámá. Po sametové revoluci v roce 1989 se vrátili do Čech a začala se věnovat mladým klavíristům.

## Životopis
Studovala HAMU v Praze u Prof. Ilony Štěpánové-Kurzové, získávala první ceny v mezinárodních interpretačních soutěžích a v duu se svým manželem vystupovala v prestižních sálech po celém světě. Od roku 1980, kdy začala působit v Singapuru, nahrávala pro Singapurskou rozhlasovou společnost a stala se stálou hostující sólistkou Singapurského symfonického orchestru. V současnosti vyučuje na Konzervatoři Pardubice a na Hudebním gymnáziu Jana Nerudy v Praze.[zdroj?]

## Diskografie
Wolfgang Amadeus Mozart: Koncert pro klavír č. 20 d moll K 466, dirigent Martina Maixnerová, Komorní orchestr České filharmonie 1992